# Генрикув (Сохачевський повіт)
Генрикув (пол. Henryków) — село в Польщі, у гміні Ілув Сохачевського повіту Мазовецького воєводства.
Населення — 111 осіб (2011).
У 1975—1998 роках село належало до Плоцького воєводства.

## Демографія
Демографічна структура станом на 31 березня 2011 року:
|          | Загалом | Допрацездатний вік | Працездатний вік | Постпрацездатний вік |
| -------- | ------- | ------------------ | ---------------- | -------------------- |
| Чоловіки | 53      | 12                 | 31               | 10                   |
| Жінки    | 58      | 8                  | 31               | 19                   |
| Разом    | 111     | 20                 | 62               | 29                   |